# Galaction Cordun
Galaction Cordun (n. 30 august 1883, satul Brehuiești-Hancea, județul Botoșani – d. 8 iulie 1959, Mănăstirea Slătioara) a fost un cleric ortodox român, care a îndeplinit funcția de arhiepiscop și mitropolit al Bisericii Ortodoxe de Stil Vechi din România (1955-1959).

## Biografie
Galaction Cordun s-a născut la data de 30 august 1883, în satul Brehuiești-Hancea (județul Botoșani). A studiat și absolvit Academia Imperială Teologică din Sankt Petersburg (Rusia), de la care a primit titlul de magistru în teologie. În perioada studiilor la Moscova, a fost coleg cu Alexei Simanski (viitorul patriarh al Moscovei în perioada 1945-1970). A urmat apoi cursurile de doctorat la Universitatea din Cernăuți (Bucovina), fiind coleg acolo cu Kiril Markov (viitorul patriarh al Bulgariei în perioada 1953-1971) și obținând titlul științific de doctor în teologie.
Reîntors în țară înainte de primul război mondial, a fost hirotonit preot necăsătorit pentru Catedrala Mitropolitană din București unde a slujit până la alegerea sa ca arhiereu vicar. Ulterior a fost ridicat la rangul de arhimandrit al Ungro-Vlahiei.
La data de 29 decembrie 1916, arhimandritul Galaction Cordun a scris o adresă către I.P.S. Conon Arămescu-Donici, Mitropolitul primat al Bisericii Ortodoxe Române, în care își exprima protestul față de ordonanța germană de a sărbători Crăciunul și Anul Nou 1916-1917 odată cu Biserica Catolică, luând astfel poziție împotriva amestecului în treburile bisericești de către forțele de ocupație germane. El a fost reținut de poliția centrală germană la 31 ianuarie 1917 și internat ca ostatic sub pază la Mănăstirea Săveni (județul Ialomița), fiind învinuit (conform adresei Poliției germane nr. 10591 din 27 iulie 1917) de "activitate păgubitoare intereselor germane, în contrazicere violentă cu misiunea sa apostolică, ceea ce face imposibilă reintegrarea sa în demnitatea ce o ocupa până acum” . Pentru o perioadă a fost deportat în Bulgaria.
„Chestiunea ce preocupă astăzi toate straturile societății românești din teritoriile ocupate de străini, este fără îndoială aceea a introducerii calendarului gregorian ce ni s-a impus de către guvernul și comandamentul german și a-l pune și în uzul Bisericii noastre, chiar după trecerea Anului Nou și a Bobotezei noastre ortodoxe.

Din punct de vedere al dreptului tradițional și al practicii observate în Biserica noastră de răsărit încă din cele mai vechi timpuri, această inovație care nu reprezintă în sine o dogmă nealterabilă, ci numai un calcul de 11 sau 13 zile de diferență între unul și celălalt, ar constitui totuși o mare lovitură morală pentru poporul nostru ortodox și în același timp ar fi un succes enorm pentru Biserica papală, a cărei mână se poate întrevedea și aici, căci folosindu-se de autoritatea germană se străduiește acum să ne forțeze ca să primim calendarul ei, mai ales în așa circumstanțe, când misiunea organelor ocupante și preocupările lor sunt îndreptate cu totul în altă parte decât în aceea de cum sărbătoresc românii Paștele, Crăciunul și Anul Nou, mai ales că avându-se in vedere chiar ocuparea teritoriului nostru, nu se poate anticipa o rămânere aici după încheierea păcii și implicit luarea de măsuri care să faciliteze bunul mers al administrației teritoriului nostru”.
În mâna ce caută să dirijeze acest aranjament, dați-mi voie să întrevăd sub masca catolicismului, ascunzându-se cu cea mai mare precauție, umbre de renegați tot dintre ai noștri, plecați din cauza nesatisfacerii ambițiilor lor prea exagerate, care servind în această chestiune cauza Bisericii dușmane, doresc să-și poată câștiga acolo un titlu nenorocit de glorie și o recompensă mai mare decât 30 de arginți, prețul vânzării rânduielilor Bisericii Domnului. De aceea eu, ca un smerit slujitor al Î.P.S. Voastre, declarându-vă că în atitudinea energică ce va trebui să luați pentru apărarea drepturilor noastre tradiționale, voi fi gata a vă apăra, chiar cu prețul vieții mele, jertfind și ultima picătură de sânge pentru respectul așezămintelor noastre bisericești și a predaniilor moștenite din străbuni .”—Galaction Cordun

## Activitatea sa după primul război mondial
După primul război mondial, în perioada 1923-1926, PC Galaction a slujit ca misionar cultural la C.F.R., desfășurând o lucrare apreciabilă printre muncitorii și funcționarii Căilor Ferate. Beneficiind de fonduri financiare puse la îndemână de C.F.R., a tipărit 64 de lucrări, cărți, cuvântări, tratate, traduceri și opere originale .
Ca urmare a Congresului pan-ortodox” de la Constantinopol, desfășurat la data de 28 mai 1923, s-a decis schimbarea calendarului iulian cu cel gregorian. Între aceste două calendare exista o diferență de 13 zile, iar biserica și toate unitățile ei, când aveau contacte oficiale cu autoritățile de stat (care adoptaseră calendarul gregorian pentru uz laic la 1 aprilie 1919), trebuia să scrie data după ambele calendare, astfel: 1/14, 15/28 etc. Biserica Ortodoxă Română a hotărât să adopte reforma calendarului; ziua hotărâtă de Sf. Sinod pentru a începe folosirea noului calendar a fost fixată la 1 octombrie, zi care a devenit 14 octombrie.
La acea vreme, arhimandritul Galaction Cordun s-a făcut remarcat ca un protestatar aprig față de schimbarea calendarului, el publicând în colaborare cu protopopul Ioan Țincoca din Iași lucrarea Catchevmul necredinciosului de P. Nilkes (București, 1926). El a declarat că "Va fi firesc lucru, ca viitorul istoric al Bisericii Ortodoxe să indice și să considere această hotărâre ca pe cea mai tristă pildă a decăderii înțelegerii teologhicești și a disciplinei Bisericești" .
După introducerea calendarului gregorian în uzul Bisericii Ortodoxe Române în anul 1924, PC Galaction a considerat că este singurul care împărtășește acest punct de vedere, și nefiind sprijinit de nimeni, s-a resemnat în fața sorții, lăsând totul în mâna lui Dumnezeu, continuând a sluji în Biserica Mitropolitană din București, după calendarul gregorian. Ulterior el avea să arate cauza pentru care acceptase noul calendar: „Când am fost eliberat din Mănăstirea Săveni și mi s-a încredințat din nou înalta treaptă de preot slujitor, arhimandrit în Biserica Mitropolitană din București, slujind cea dintâi Sfântă Liturghie, după o absență apăsătoare, stând în fața Sfintei Mesei, rugam pe Dumnezeu, să nu lase ca fărădelegea să biruiască dreptatea, nici toiagul păcătosului asupra dreptului. Dar om fiind, am plecat grumazul în fața Dumnezeirii, zicând: „Facă-se voia Ta” .

## Hirotonit întru arhiereu
În anul 1932, arhimandritul Galaction Cordun a fost numit în funcția de Mare Eclesiarh la Catedrala Patriarhală din București . El a publicat ulterior un valoros studiu referitor la sectele religioase care își au originea în Cabala, intitulat: Cum s-a manifestat iudaismul în propaganda adventistă.
Ca urmare a alegerii la 30 noiembrie 1933 a P.S. Nifon Criveanu ca episcop al Hușilor, P.S. Episcop Vartolomeu Stănescu al Râmnicului a fost lipsit de ajutorul arhiereului său vicar. PS Vartolomeu a cerut în mod repetat și a obținut în cele din urmă să i se dea un nou arhiereu vicar, episcopul argumentând că Eparhia Râmnicului - Noul Severin este una dintre cele mai mari și mai întinse eparhii (nu fusese încă înființată Mitropolia Olteniei).
În ședința Sf. Sinod din 23 martie 1935, o comisie specială, prevăzută în art. 3 din regulamentul pentru alegerea arhiereilor vicari, a propus alegerea unui arhiereu prin vot secret dintre următoarele persoane: P.C. Arhimandrit Galaction Cordun, P.C. Pr. N. Gheorghiu de la Biserica Dobroteasa din București, P.C. Arhimandrit Dr. Filaret Jocu de la Catedrala Patriarhală din București și P.C. Arhimandrit Chesarie Păunescu, director și profesor al Seminarului Monahal de la Mănăstirea Cernica. Cei 15 episcopi votanți au votat astfel: pentru P.C. Arhimandrit Galaction Cordun - 6 voturi, pentru P.C. Arhimandrit Dr. Filaret Jocu - 5 voturi, pentru P.C. Arhim. Chesarie Păunescu - 2 voturi și pentru Pr. N. Gheorghiu - 2 voturi, dar, fiindcă nici unul dintre cei propuși nu a întrunit majoritatea legală, și orele fiind înaintate, s-a suspendat votarea amânându-se pentru o dată ulterioară.
Alegerea a fost repetată în ședința din 26 martie 1935, după propunerea P.S. Episcop Lucian Triteanu al Romanului, la ea participând 13 episcopi votanți. Rezultatul votului a fost următorul: P.C. Arhimandrit Galaction Cordun - 8 voturi; P.C. Arhimandrit Chesarie Păunescu - 1 vot, iar patru voturi au fost albe. Ca urmare a votului, PF Patriarh Miron Cristea a declarat ales ca arhiereu vicar pe P.C. Arhimandrit Galaction Cordun.
După efectuarea examinării canonice din 27 martie 1935, a fost hirotonit întru arhiereu-vicar al Episcopiei Râmnicului - Noul Severin cu titlul de "Craioveanul" în Biserica Domnița Bălașa din București în ziua de 31 martie 1935. Ceremonia hirotonirii a fost oficiată de către următorii trei episcopi: Vartolomeu Stănescu al Râmnicului - Noul Severin (hirotonit în 1912), Gherontie Nicolau al Constanței (hirotonit în 1923) și Policarp Morușca al Episcopiei misionare pentru românii ortodocși din America (hirotonit în 1935) . El a fost numit în funcția de secretar al Sinodului Bisericii Ortodoxe Române. 
În septembrie 1940, PS Galaction a fost numit duhovnic al familiei regale, fapt care nu a permis numirea sa ca episcop într-un alt scaun episcopal. A devenit atunci episcop în retragere, care a continuat să slujească doar ca arhiereu invitat. În perioada ianuarie - noiembrie 1942, PS Galaction a îndeplinit funcția de locotenent (locțiitor) de episcop al Eparhiei Tomisului .
Episcopul Galaction Cordun a fost numit apoi ca stareț al Mănăstirii Neamț. În calitate de stareț al Mănăstirii Neamț, el l-a hirotonit pe monahul Cleopa Ilie ca ierodiacon (27 decembrie 1944) și apoi ca ieromonah (23 ianuarie 1945) . La 1 ianuarie 1949, Patriarhul Justinian Marina era obligat să pensioneze pentru limită de vârstă, printre alți arhierei, și pe arhiereul Galaction Cordun, secretarul Sf. Sinod.

## Mitropolit al Bisericii ortodoxe de Stil Vechi din România
În anul 1947, a fost trimisă la București o delegație a credincioșilor ortodocși de stil vechi de la nou-înființatul așezământ monahal din Slătioara care l-a contactat pe Prea Sfințitul Galaction Cordun, Secretarul Sfântului Sinod, cerându-i să devină întâistătător al Bisericii Ortodoxe Tradiționale de Răsărit, denumirea oficială de atunci a cultului . În urma discuțiilor purtate atunci, s-a stabilit ca venirea oficială a episcopului la Mănăstirea Slătioara să aibă loc după finalizarea lucrărilor de construcție a mănăstirii de la Slătioara, pentru a se putea organiza, în condiții normale, o reședință mitropolitană .
Arhiereul pensionar Galaction Cordun a anunțat trecerea sa la vechiul calendar, făcându-și publică intenția printr-un act legalizat la Notariatul de stat din București la 5 aprilie 1955, document ce a fost trimis atât Patriarhiei Române, cât și foștilor colegi de la Academia Teologică, Patriarhii Alexei al Moscovei și Kiril al Bulgariei. El «a fost proclamat, la 5 aprilie 1955, conducătorul Mișcării stiliste, întitulat: Arhiepiscop și Mitropolit al Bisericii dreptslăvitoare de stil vechi din R.P.R.» cu sediul la Mănăstirea Slătioara din Moldova. 
PS Galaction a acceptat să devină conducătorul Bisericii Ortodoxe de Stil Vechi și, la 13 aprilie 1955, a făcut o mărturisire de credință publică, anunțând întoarcerea sa la calendarul iulian. Mărturisirea sa a fost adusă la cunoștința Patriarhiilor Rusiei și Bulgariei și, prin reprezentant legal, remisă Bisericii oficiale. Sinodul Bisericii Ortodoxe Române avea să-l declare ca „neascultător și nesupus”, apoi să-l caterisească și să-l depună din treaptă pe PS Galaction în cadrul ședinței din 14 aprilie 1955, în Joia Mare, iar numele său a fost șters din istoriografia bisericească.
PS Galaction a dat un răspuns ferm Sf. Sinod al Bisericii Ortodoxe Române: „Nu mă voi supune unor francmasoni, îmbrăcați în redingotă neagră, care vânează câștigul fără muncă, ci mă voi supune canoanelor Sfinților Părinți, insuflați de Duhul Sfânt” .
Declarația făcută de el este următoarea:
„Subsemnatul arhiereu Galaction Cordun, cu domiciliul în București, raionul Nicolae Bălcescu, str. Cuza Vodă nr.2, șeful spiritual al Bisericii Pravoslavnice Tradiționale de Răsărit (Biserica Ortodoxă de stil vechi), declar prin prezenta în fața clerului și poporului din toate parohiile și mănăstirile de pe teritoriul R.P.R. că: Eu, arhiereul Galaction Cordun, de bunăvoia mea și nesilit de nimeni, am acceptat propunerea și alegerea pe care poporul a făcut-o în persoana mea, de a fi șeful spiritual al acestei Biserici, arhiereul ei, așa cum am declarat Sfântului Sinod în scrisoarea pe care am trimis-o prin Tribunalul Capitalei R.P.R. la 5 aprilie 1955, scrisoare menționată în revista Bisericii Ortodoxe Române, Buletinul Oficial al Sfântului Sinod, nr. 3-4.

Asupra acestei declarații publice n-am renunțat niciodată. Declar în fața poporului dreptcredincios că sunt și rămân Arhiereul și Șeful spiritual al Bisericii Pravoslavnice Tradiționale de Răsărit, mărturisire pe care o fac pentru totdeauna .”—Galaction Cordun
O delegație de la Mănăstirea Slătioara formată din părinții Dionisie Hugeanu, Evloghie Oța și Silvestru Onofrei a fost trimisă la București pentru a-l însoți pe PS Galaction la mănăstirea din nordul Moldovei. El a sosit la Mănăstirea Slătioara în dimineața zilei de 21 mai 1955, în sunetul clopotelor, fiind întâmpinat cu Sfânta Evanghelie de către ieromonahul Glicherie Tănase, ierodiaconul David Bidașcu, starețul mănăstirii, împreună cu toată obștea și cu o mulțime de credincioși care cântau cu toții: "Vrednic este!". După ce s-a slujit pentru prima dată la această mănăstire Sfânta Liturghie arhierească, ieroschimonahul Glicherie a fost ridicat la vrednicia de arhimandrit. După cum susține un martor al acelui moment, IPS Galaction a rostit un cuvânt de învățătură, după săvârșirea Sfintei Liturghii, în care a spus, printre altele: “Nedreptate am văzut și m-am scârbit, și temându-mă de judecata lui Dumnezeu cea dreaptă, am venit în Biserica cea adevărat sobornicească și apostolească, în aceste timpuri grele pentru mărturisirea adevărată, chiar cu prețul vieții mele” .
Devenit primul Mitropolit al Bisericii Ortodoxe de Stil Vechi din România, IPS Galaction a început să hirotonească preoți și diaconi pentru această Biserică. Spre sfârșitul lunii mai 1955, s-a lansat zvonul că acestei Biserici i se va acorda dreptul legal de funcționare liberă, sugerându-se faptul că un delegat din partea clerului și un grup de credincioși trebuiau să fie de față la obținerea documentului legal. A fost trimis preotul Dionisie Hugeanu, care trebuia să aștepte sosirea grupului de credincioși, dar acesta a fost reținut de Securitate. La Mănăstirea Slătioara s-a prezentat apoi, în numele Patriarhiei Române și a Departamentului Cultelor, un protopop, pe nume Ioan Țiu, cu o mașină neagră cu șofer, afirmând că este trimis de părintele Dionisie ca împreună cu Mitropolitul Galaction și părintele Glicherie să meargă la București pentru a primi legalizarea cultului a doua zi dimineață. Deși acesta nu a fost crezut, iar credincioșii din Slătioara s-au alarmat, venind în număr mare în curtea mânăstirii pentru a supraveghea evoluția evenimentelor, IPS Galaction și arhimandritul Glicherie au hotărât totuși să plece.
Plecați de la Mănăstirea Slătioara pe la orele 16.00, a doua zi dimineață, în timpul călătoriei, mașina a fost oprită la Ploiești de către un locotenent de miliție, care a cerut actele șoferului pentru control. Cu această ocazie, protopopul a coborât din mașină, s-a îndepărtat puțin și a schimbat câteva cuvinte cu ofițerul. S-a urcat apoi în mașină, iar la întrebarea mitropolitului "Acum unde mai mergem, că nu mai rezist?" , protopopul a răspuns că șoferul nu are documentele de identitate la el și trebuie să meargă la miliție pentru a telefona la București pentru confirmare. Mașina i-a dus apoi la sediul Securității din Ploiești și s-a dat ordin să coboare numai cei ce vor fi chemați. Mitropolitul Galaction și părintele Glicherie au fost duși pe rând cu escortă în birouri separate pentru interogatorii. Arhimandritul Glicherie a fost dus într-un birou unde i s-a spus să scrie o declarație completă, ca o autobiografie, de când era mic și până în momentul acela.
După ce interogatoriile au luat sfârșit, mitropolitul Galaction a fost dus cu domiciliu obligatoriu la Mănăstirea Cernica, în timp ce părintele Glicherie a fost deportat în comuna Răchitoasa (raionul Călmățui) din Bărăgan. În primăvara anului 1956, mitropolitul Galaction a fost condamnat la șase luni de închisoare, fiind trimis cu domiciliul obligatoriu la Mănăstirea Căldărușani, din apropiere de București. Când era scos pentru motive de sănătate din mănăstire, IPS Galaction venea la Mânăstirea Copăceni și la biserica din localitatea Moara Domnească, tot de lângă București, care erau de stil vechi.

## Hirotonia de episcopi și preoți
Mitropolitul Galaction, văzând că nu reușește să ia legătura cu un episcop din afara României, fiind în permanență supravegheat, și nereușind să convingă vreun alt episcop din cadrul Patriarhiei Române să adere la mișcarea de rezistență, a luat decizia de a hirotoni singur un episcop. Astfel, la Mănăstirea Copăceni, el a hirotonit noaptea primii doi arhierei, arhimandritul Evloghie Oța († 1979) și părintele Meftodie Marinache († 1977), precum și alți mulți preoți și diaconi.
De asemenea, s-a hotărât aducerea la Copăceni a părintelui Glicherie pentru a fi hirotonit arhiereu. Acesta a fost scos ascuns cu un camion din Răchitoasa și transportat la București. El a fost hirotonit ca arhiereu la biserica din Moara Domnească la data de 17/30 noiembrie 1956 de către IPS Galaction. Mitropolitul Galaction a rămas la Mânăstirea Căldărușani, fiind păzit de călugărul de stil nou Teofan, însărcinat de superiorii săi să împiedice evadarea deținutului.
Revenit la Mănăstirea Slătioara, episcopul Glicherie a organizat vizitarea IPS Galaction cât mai des cu putință, pentru a i se aduce hrană și alte lucruri necesare la o vârstă înaintată și cu o stare a sănătății în continuă degradare. Călugării de stil nou aveau dispoziții să nu permită vizitarea lui de către persoane necunoscute. Cei care au fost trimiși să-l viziteze au fost Pavel Mogârzan (viitorul paroh al bisericii din comuna Râșca, județul Suceava) și avocatul Albu din București, care motiva vizitele cu pretextul că-l apără în procesul ce va urma. În discuțiile cu trimișii de la Slătioara, mitropolitul Galaction se plângea că se dorește moartea lui prin înfometare, deoarece i se dă de mâncare numai pâine neagră și varză murată fiartă .
Mitropolitul Galaction se temea că va fi ucis și astfel, de comun acord cu monahii de la Mănăstirea Slătioara, s-a decis organizarea evadării lui. Pentru a reuși scoaterea sa din Mănăstirea Căldărușani, avocatul Albu s-a recomandat ofițer de securitate și a spus că are ordin să-l ia pe mitropolit la București sub pretextul unui interogatoriu. Ajuns la București, IPS Galaction a fost adus la Mănăstirea Slătioara de către Pavel Mogârzan. Aflând de evadare, Patriarhia Română a informat Securitatea care a intrat în alertă și a început să-l căute. A fost arestat cu acest prilej avocatul Albu. Trimis la București de către mitropolit pentru a se interesa de situația avocatului și pentru a-i aduce cărțile și veștmintele arhierești de la sora lui, Pavel Mogârzan a fost și el arestat de Securitate în locuința avocatului.
De la Mănăstirea Slătioara, IPS Galaction a făcut numeroase memorii adresate Marii Adunări Naționale, Președintelui Consiliului de miniștri, Ministerului Cultelor, Ministerului Afacerilor Interne, Comitetului Central al P.M.R., Procuraturii Generale și chiar Patriarhiei Ortodoxe Române, în care a denunțat actele de persecuție atât la adresa sa, cât și a Biserici păstorite de el.

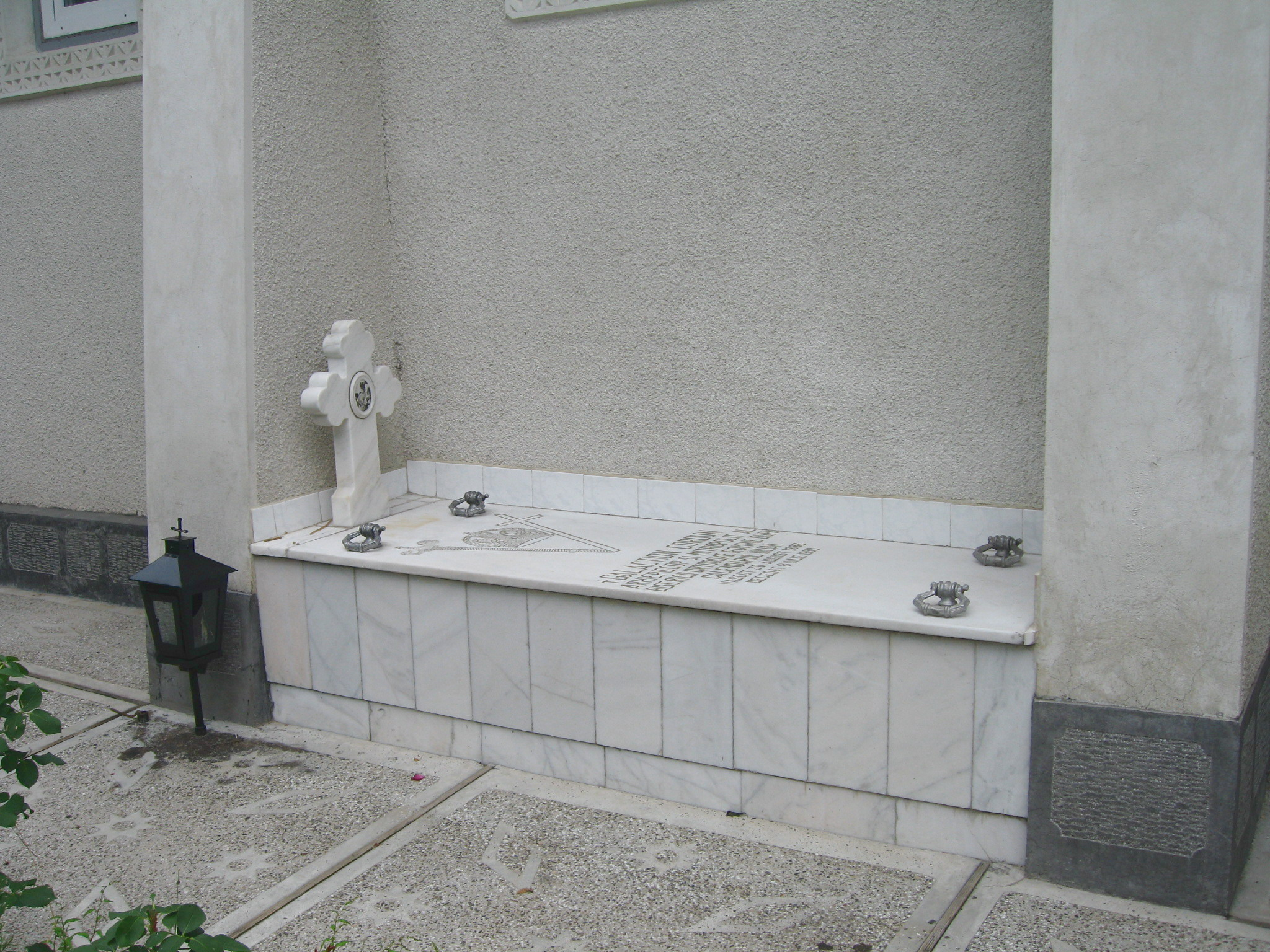
Mormântul mitropolitului Galaction Cordun de la Mănăstirea Slătioara.

Având sănătatea puternic zdruncinată de perioada de detenție și prigoană prin care trecuse de când devenise conducătorul Bisericii Ortodoxe de Stil Vechi din România, mitropolitul Galaction a mai trăit doar câteva luni, el trecând la cele veșnice în ziua de 8 iulie 1959. A fost înmormântat în secret noaptea lângă biserica de la Mănăstirea Slătioara, în locul ales chiar de el, agenții organelor de represiune din regiunea Suceava (procurorul șef al regiunii Suceava, Râciu, împuternicitul Cultelor și șeful Securității raionului Fălticeni, maiorul Constantinescu) nepermițând să se celebreze o ceremonie religioasă așa cum se cuvenea unui arhiereu .
În prezent, mormântul se află în exteriorul bisericii de la Mănăstirea Slătioara (reconstruită între anii 1978-1982), lipit de peretele lăcașului de cult.

## Lucrări publicate
- Ce este adventismul? (Imprimeria Căilor Ferate Române, București, 1922), 43 p.
- Catchevmul necredinciosului de P. Nilkes (București, 1926), 192 p. - în colaborare cu protopopul Ioan Țincoca din Iași
- Înțelesul dogmatic al interzicerii recăsătoriei slujitorilor sfințiți
- Cum s-a manifestat iudaismul în propaganda adventistă - studiu referitor la sectele religioase care își au originea în Cabala

## Fotogalerie

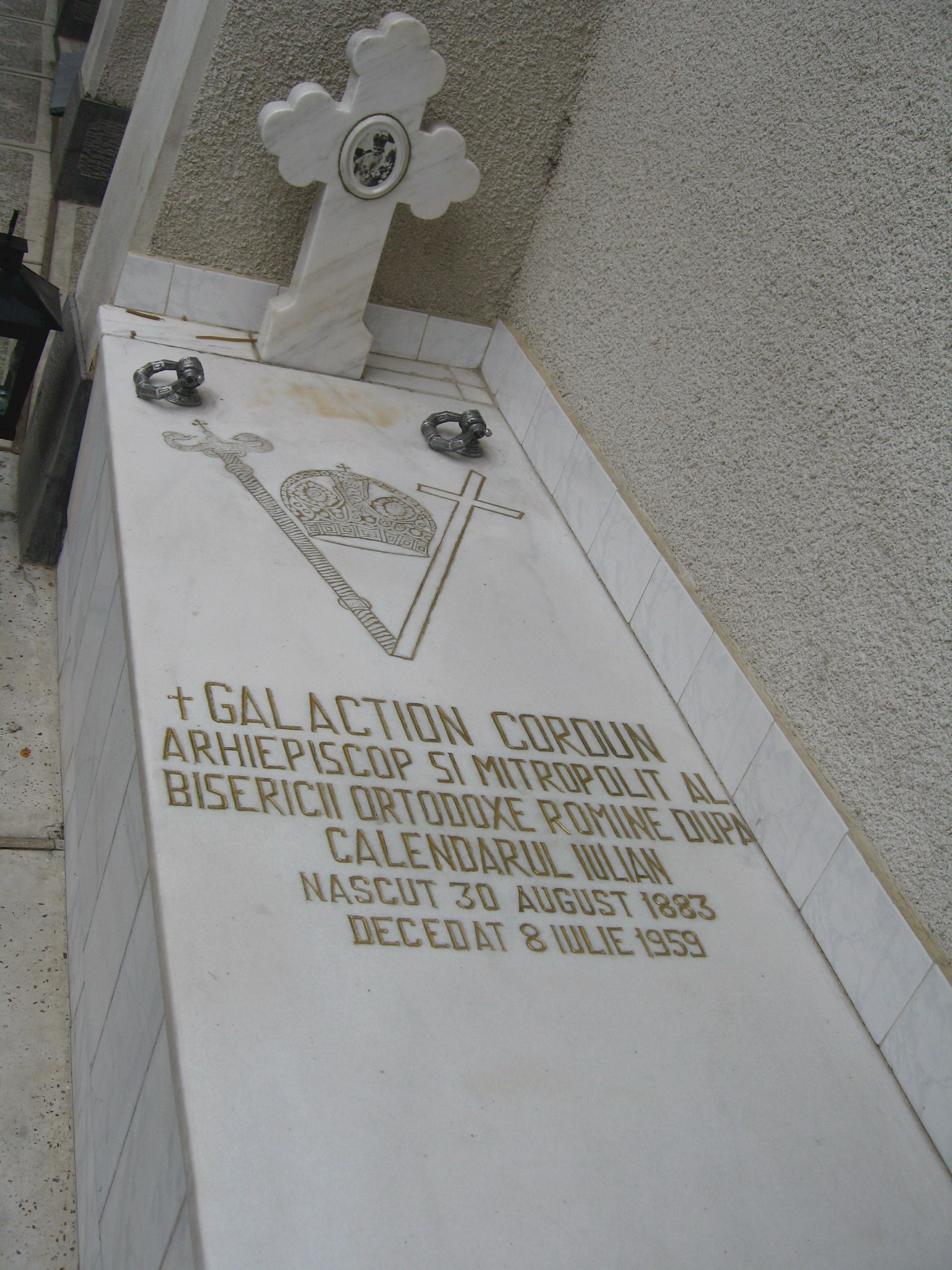
Mormântul IPS Galaction Cordun